# Камикава, Ёко
Ёко Камикава (яп. 上川 陽子; род. 1 марта 1953, Сидзуока) — японский политик, член Палаты представителей Японии по 1-му избирательному округу префектуры Сидзуока, с 13 сентября 2023 по 1 октября 2024 года — министр иностранных дел Японии. Занимала пост министра юстиции.
Камикава изучала международные отношения в Токийском университете до 1977 года. Затем работала в Исследовательском институте Мицубиси. В 1988 году получила степень магистра в Гарвардской школе Кеннеди по программе Фулбрайта. В это время она также была сотрудником сенатора США Макса Баукуса. Затем занимала пост президента исследовательского института Globalink.
С 2000 года Камикава являлась членом Палаты представителей по 1-му избирательному округу Сидзуока (с 2003 по 2005 год по пропорциональному представительству в Токай). В ЛДП принадлежит к фракции Кога, ныне Кисида. С ноября 2005 года Камикава занимала должность парламентского секретаря в Министерстве внутренних дел и коммуникаций. В августе 2007 года при перестановках в правительстве премьер-министр Синдзо Абэ назначил её государственным министром по вопросам гендерного равенства и борьбы со снижением рождаемости. Как и многие министры в кабинете Абэ, она была вынуждена признать ошибки в своих ежегодных отчетах по политическим фондам. Премьер-министр Ясуо Фукуда включил Камикаву в свой кабинет, но не стал включать её в состав кабинета при перестановках в августе 2008 года.
В 2009 году, на выборах в Палату представителей Камикава проиграла в своём округе Сэйсю Макино (Демократическая партия) и также не смогла переизбраться по блоку пропорционального представительства Tōkai. На выборах 2012 года её результат в округе Сидзуока 1 ухудшился лишь незначительно, она одержала победу над разрозненным полем кандидатов и в четвёртый раз вошла в Сюгиин. В дальнейшем она занимала это место три раза подряд вплоть до 2021 года.
С сентября 2013 по сентябрь 2014 года Камикава была заместителем министра в Министерстве внутренних дел и коммуникаций Японии. Затем она первоначально возглавляла Комитет по социальным и трудовым вопросам Сюгиин. В октябре 2014 года Синдзо Абэ вновь назначил Камикаву членом кабинета министров, где она сменила ушедшего в отставку министра юстиции Мидори Мацусиму, и сохранила этот пост до третьего состава кабинета Абэ включительно. С перестановками в кабинете 3 августа 2017 года до перестановок в кабинете в октябре 2018 года она вновь занимала пост министра юстиции.
В составе второго кабинета Кисиды она была назначена министром иностранных дел в сентябре 2023 года.
В январе 2024 года Камикава совершила неожиданный визит в Киев (Украина), где выразила поддержку Японии Украине и готовность японского правительства укреплять помощь и двусторонние связи с этой страной. Она также дала понять, что японское правительство было бы готово стать одним из руководителей предлагаемого Украиной мирного соглашения по радиационной и ядерной безопасности. 